# Togo en los Juegos Paralímpicos de París 2024
Togo estuvo representado en los Juegos Paralímpicos de París 2024 por un deportista masculino. El equipo paralímpico togolés no obtuvo ninguna medalla en estos Juegos.